# Acfer 011
Acfer 011 — метеорит-хондрит масою 3800 грам. Загальна кількість уламків — близько 30.